# Villa romana de Saelices el Chico
La villa romana de Saelices el Chico es un yacimiento arqueológico situado en el término municipal de Saelices el Chico, perteneciente administrativamente a la Provincia de Salamanca, parte de la comunidad autónoma de Castilla y León, declarado Bien de interés cultural con la categoría de zona arqueológica el 11 de febrero de 1997.

## Ubicación
El yacimiento arqueológico se localiza en el denominado como barrio de El Polvorín, en la margen derecha del arroyo Grande, en la periferia al Norte del núcleo urbano de Saelices el Chico.

## Contexto histórico
La villa se sitúa en el territorio más septentrional de la antigua provincia romana de Lusitania, dentro de la subdivisión administrativa del Conventus Emeritensis.
Las únicas noticias documentales, ya de la Plena Edad Media, se refieren a la donación en 1169 del asentamiento o aldea de «Sancti Felicis», surgido alrededor del yacimiento, a los monjes de la Orden Benedictina del Convento de Santa Águeda de Ciudad Rodrigo por el rey Fernando II de León, pasando en 1450 ser propiedad del monasterio de San Vicente de Salamanca tras la desaparición del convento benedictino.

## Historia de la Investigación
Los primeros restos arqueológicos, fustes y basas de columnas de arenisca, fueron descubiertos en 1980 al excavarse al oeste de la calle Palomar unas zanjas de cimentación para la edificación de una vivienda de nueva construcción.
Pocos años después, en 1985, unas obras para la instalación de la nueva acometida del alcantarillado de la localidad en el vial de la misma calle Palomar sacaron a la luz numerosos restos de tegulas y ladrillos, mezclados con algunos fragmentos de pavimento musivo y frescos pictóricos, revueltos por el cazo de las máquinas. Los únicos restos no destruidos por las máquinas se localizaron un poco más al Norte del aparente final del mosaico, un aljibe circular de opus caementicium con una conducción de agua, que posteriormente fueron igualmente arrasados. Según informaciones orales, inmediato a los teselados apareció otro suelo de ladrillo, cubierto por fragmentos de tejas quemadas, ladrillos, tinajas y pucheros.
Una nueva intervención irregular se registró en la primavera de 1986, cuando se excavó una zanja de 2 x 1 metros y 1,65 m de profundidad en una de las cortinas al este de los hallazgos previos, identificándose la esquina de una habitación pavimentada con mosaico de motivos geométricos y parte del muro con restos de pintura. Los restos musivos parece que eran la continuación del mosaico aflorado bajo la calle y destruido en 1985, según Joaquín Rivero, propietario de la finca y autor del sondeo.
En 1995 unas nuevas obras para el alineamiento de parcelas al sur de la calle del Molinillo pusieron al descubierto otra estructura indeterminada de opus caementicium y forma octogonal parcialmente derruida, mientras que en una nueva cata ilegal de 1 m² al lado de la del Señor Rivero volvió a aflorar otra sección del tapiz geométrico ya conocido.
Las primeras excavaciones científicas no dieron comienzo hasta el verano de 1995, a petición del Ayuntamiento de Saelices, que encargó un proyecto de intervención bajo la dirección de Concepción Martín Chamoso y Ana Belén Hernández Hernández, consistente en la apertura de ocho sondeos que confirmasen la continuidad de los pavimentos musivos y la existencia e interés de otros posibles restos arqueológicos, campaña ejecutada entre agosto y diciembre de ese año. Los sondeos al sur de la Calle del Molinillo exhumaron los restos bien conservados de otra estructura absidada además de otras dos basas de columnas clásicas y un fuste.
Poco después, en una nueva campaña realizada a principios de 1996, cuyo fin era la ampliación de los sondeos para la definir mejor la entidad e interpretación de las estructuras, se excavaron las partes del mosaico geométrico ya exhumadas y los muros con estucos pintados, que definían una amplia sala teselada con motivos de dameros de orientación Noroeste-Sureste que se introducía bajo la calle. La estructura absidada al Sur resultó poseer un frente con otros tres pequeñas exedras semicirculares y otras dos cuadrangulares alternas, interpretándose como un posible ninfeo perteneciente a una zona ajardinada.

### Musealización

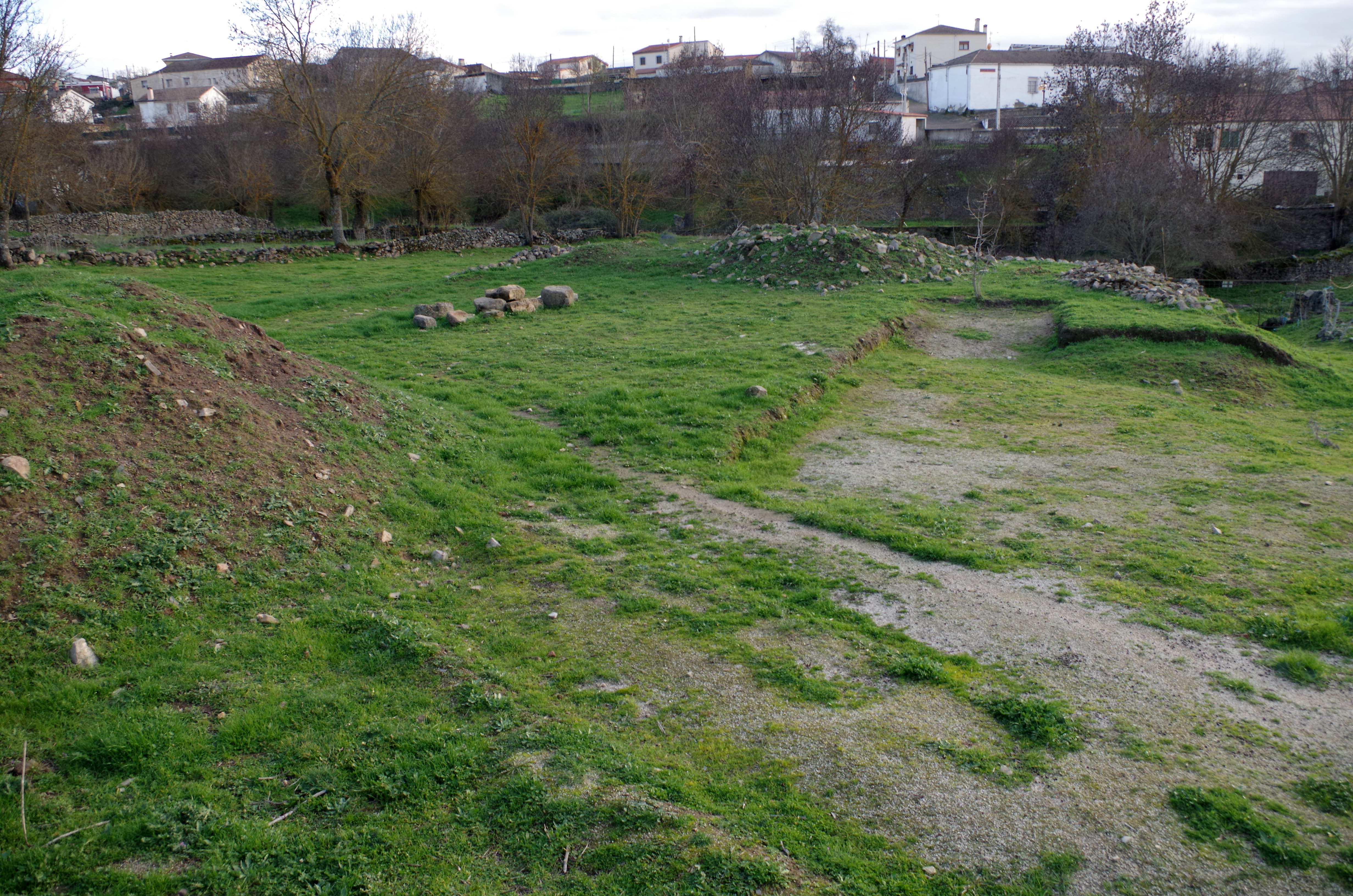
Vista del yacimiento una vez tapado y en estado de abandono

Los trabajos de excavación e investigación entre los años 2007 y 2009 contaron en total con una financiación de 194 128,91 € hasta el año 2009 otorgados por el programa 1% Cultural del Ministerio de Fomento (75% del importe total) y 64 709,64 € por parte del consistorio de Saelices. Desgraciadamente, la falta de compromiso económico e interés de las autoridades políticas de las administraciones públicas y la comunidad autónoma impidieron la continuación de los trabajos, por lo que el yacimiento hubo de ser soterrado de nuevo en 2012, trabajos que supusieron un nuevo gasto de 12 000 € .

## Arquitectura y evolución urbanística del asentamiento
Presenta tres etapas fundamentales de ocupación: Una villa antigua de época altoimperial (ss. I-II); una villa de época romana tardía (ss. III-V), que parece pertenecer a una tipología de planta dispersa. Se conoce un área residencial pavimentada con mosaicos geométricos, y un área de jardín, con un gran edificio absidiado, con estucados pintados.
Los restos superficiales hallados en prospección arqueológica se han detectado en un área de 4.800 metros cuadrados aproximadamente. Las excavaciones realizadas han descubierto una superficie de 175 metros cuadrados, por lo que el conocimiento actual del asentamiento es muy parcial. No obstante, se ha detectado la presencia de mosaicos geométricos de la parte residencial, y una zona ajardinada con estructuras arquitectónicas absidiadas aneja a la primera.

## Cultura material
Como consecuencia de las distintas campañas de excavación se han recuperado ingentes cantidades de piezas arqueológicas, más de 23000 en total, entre las cuales la gran mayoría corresponden a fragmentos de recipientes cerámicos.

### Cerámica

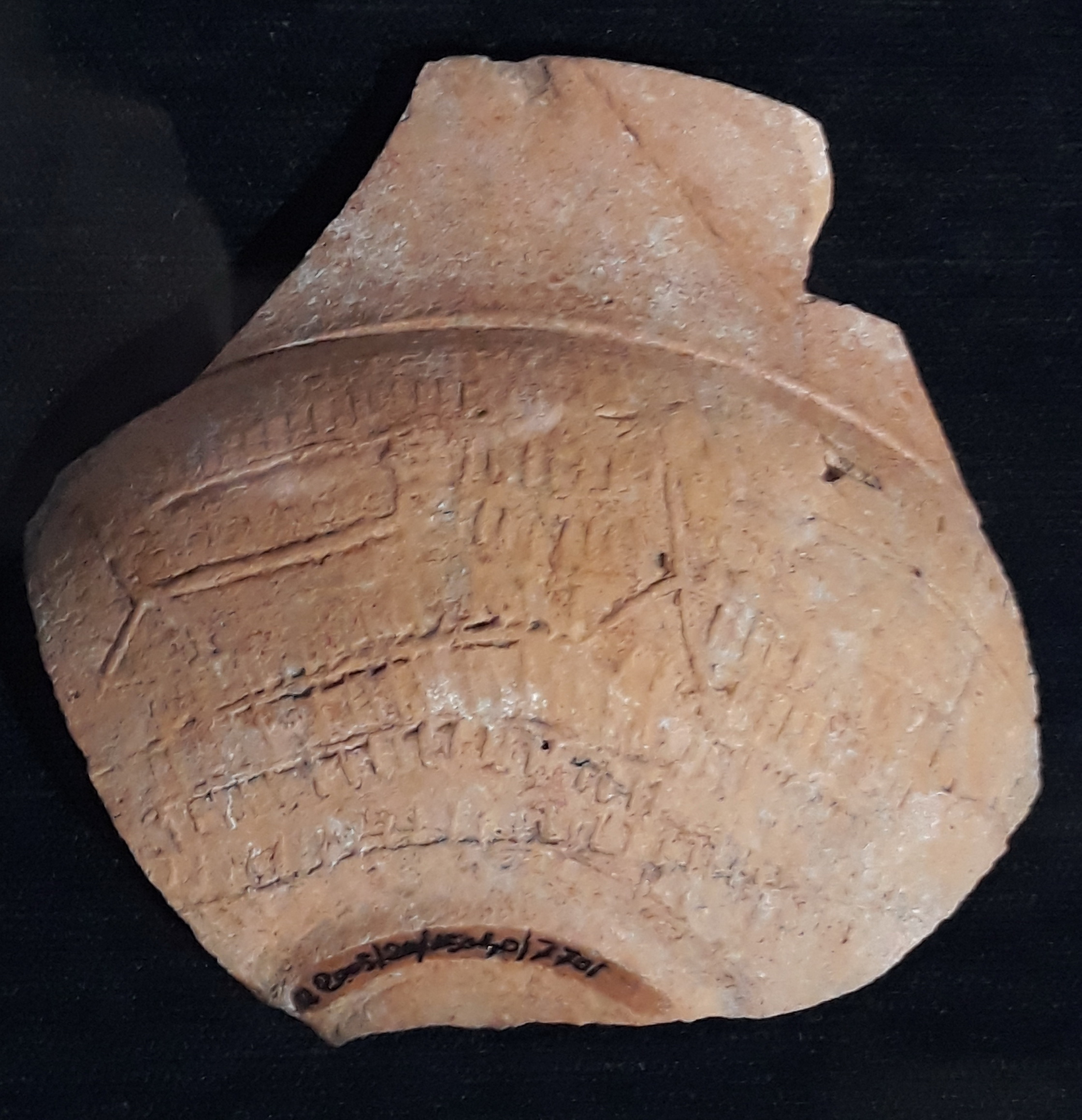
Fragmento de cuenco Drag-37T de Terra Sigillata Hispánica Tardía decorada a molde con representaciones animalísticas hallada en las excavaciones de Saelices el Chico

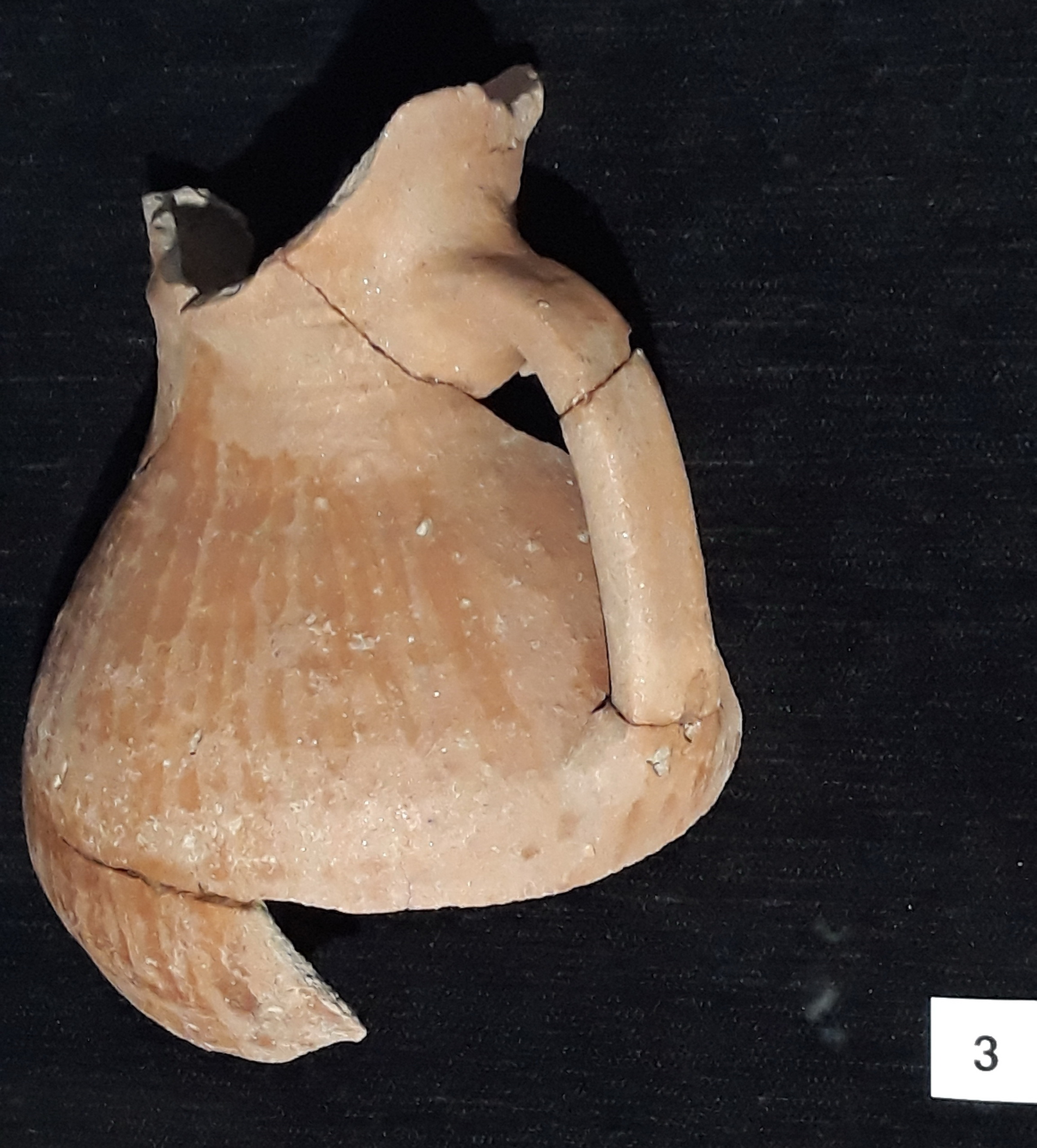
Fragmento de jarra emiral en cerámica común decorada con líneas verticales bruñidas hallada en las excavaciones de Saelices el Chico

### Numismática

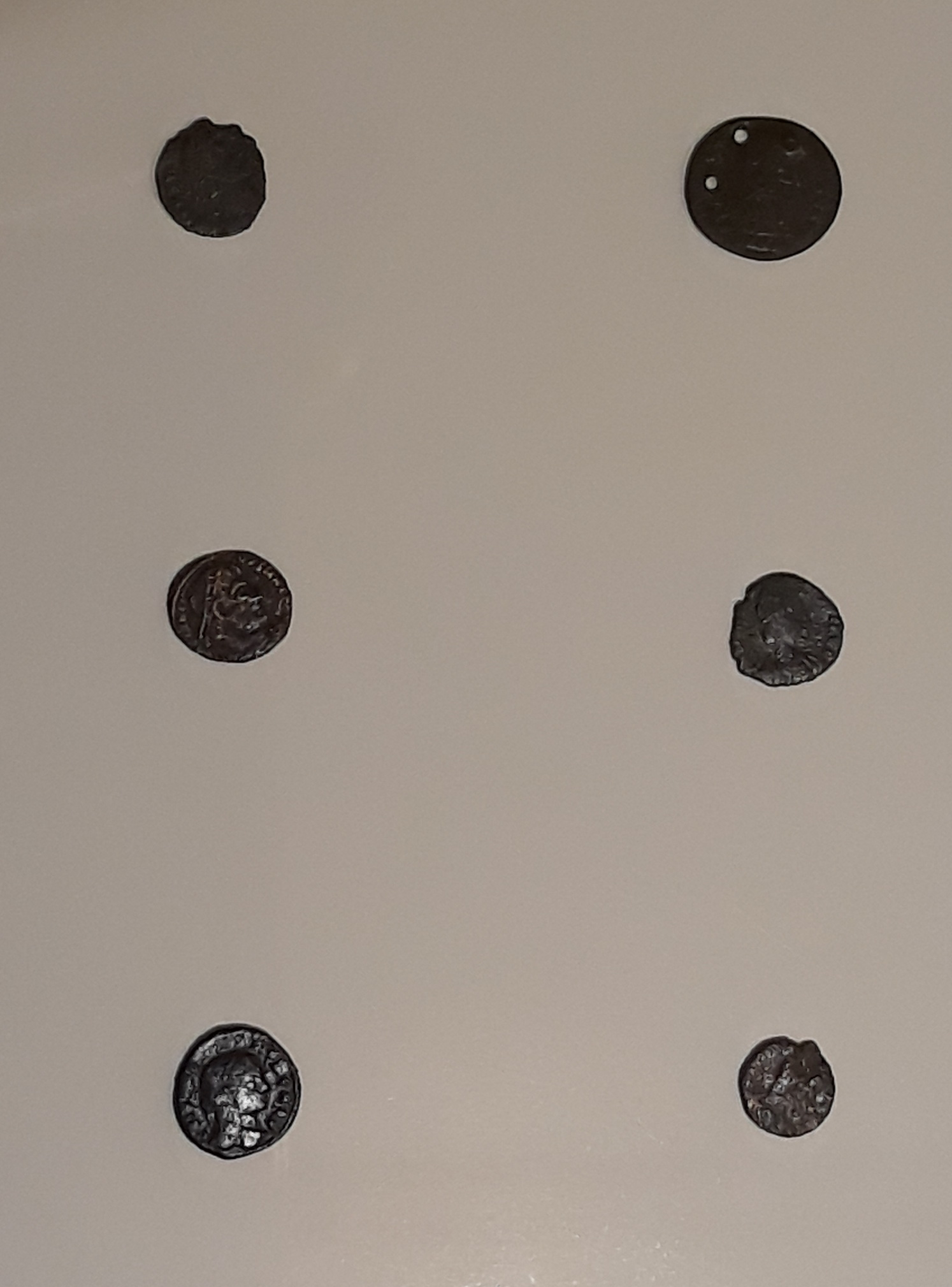
Monedas tardorromanas halladas durante las excavaciones en la villa romana de Saelices

### Otros materiales
Entre el resto de los materiales rescatados del yacimiento destacan los fragmentos de recipientes de vidrio romanos, de los cuales destacan los ungüentarios, destinados al contenido de sustancias cosméticas y perfumes.
En eboraria, destaca la aparición de un peine, varias agujas y alfileres de pelo, todos tallados en hueso.

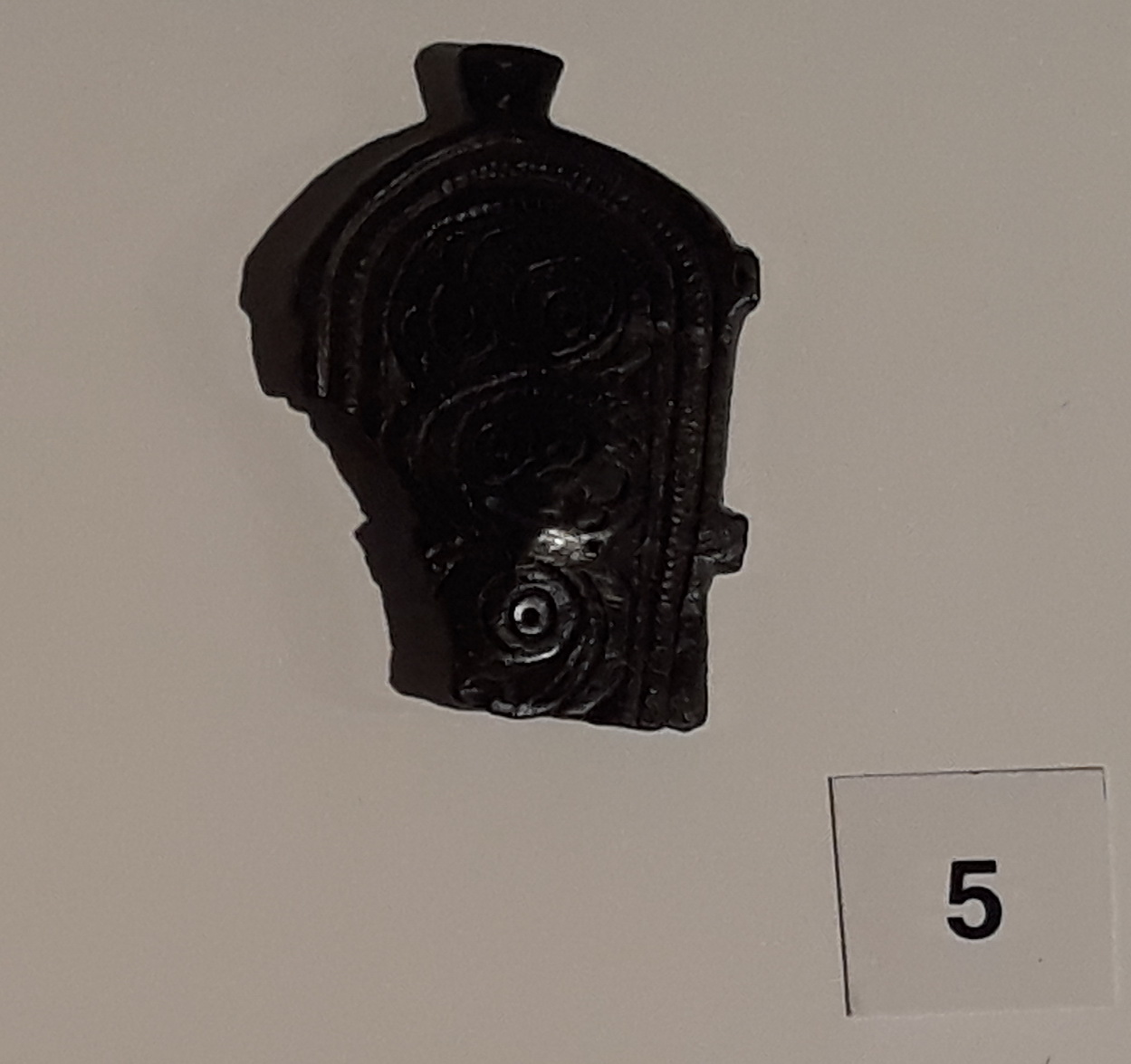
Fragmento de Broche de cinturón visigodo de Saelices el Chico

Destaca igualmente la aparición de un fragmento de broche de cinturón visigodo decorado.
|                                           |
| Puente mudéjar que salva el Arroyo Grande |

|                                                 |
| Otra vista del puente mudéjar del Arroyo Grande |